# Географија Северне Македоније
Географија Северне Македоније је појам који обухвата рељефне, климатске и хидрографске карактеристике ове државе. Северна Македонија се налази у региону јужне Европе и на југу Балканског полуострва, са географским координатама  и површином од 25.713 km². Има границу дугу 896 километара, коју дели са Србијом (102 км) на северу, Косовом (179 км) на североистоку, Бугарском (173 км) на истоку, Грчком (256) на југу и Албанијом (186 км) на западу. Држава представља транзитни коридор од Западне и Централне Европе до Егејског мора и од Југоисточне Европе до Западне Европе. Поред тога, Северна Македонија се налази у северном умереном климатском појасу, па има повољну климу за узгајање бројних различитих култура.
Северна Македонија је део ширег региона Македоније, по коме и носи име. Она је континентална држава без излаза на море, али има три велика природна језера: Охридско, Преспанско и Дојранско, па је од укупне површине државе под водом 477 km².
Територија Македоније припада првој часовној зони која се протеже од 7°30’ до 27°30’ ИГД. Због уштеде горива и електричне енергије, као и због повећања радног учинка и других економских прилика, у многим земљама света, па тако и у Македонији, уведено је летње рачунање времена одлуком Владе Републике Македоније из 1982. године, па се стога сваке године почетком јуна казаљке померају за један сат унапред, да би се крајем септембра или почетком октобра вратиле један сат уназад.

## Географски положај
Смештена у југоисточном делу Европе и централном Балкану, Северна Македонија, иако нема излаз на море, има доста повољан географски положај јер представља „мост” који повезује све балканске земље, па стога бројни значајни европски путеви који повезују Европу са Азијом и Африком пролазе кроз Македонију.

### Географски центар
Географски центар Македоније налази се у Дубоком Долу (41° 35′ 59.98″ N 21° 42′ 17.74″ E / 41.5999944° С; 21.7049278° И), у атару села Доњи Врановци, општина Чашка. Све до најновијих истраживања спроведеним 2011. године уз помоћ најсавременијих метода, географски центар земље био је погрешно лоциран у атару села Крива Круша.

### Саобраћајни положај
Добар географски положај Македоније условљен је важним саобраћајним путевима и међународним комуникацијским коридорима, који су посебно развијени дуж речних токова, котлина и планинских падина. Поред тога, у прилог значајности саобраћајног положаја иде и релативно мала удаљеност од Јадранског и Егејског мора. Свакако, у добро развијени саобраћајни положај најзначајније место заузима долина реке Вардар.
На северу је, осим вардарском долином, повезана са суседним државама низом других важних саобраћајних праваца који пролазе кроз равнице, котлине и гребене. Тако ка северу — ка Србији и Косову — воде два транспортна коридора, од којих један иде долином реке Марице, а други долином Лепенице, односно две путне магистрале и две железничке пруге, са укупно седам граничних прелаза (Гора, Јажинце, Вучји Дол, Блаце, Табановце, Сопот и Пелинце). Од њих, четири имају међународни карактер (Јажинце, Вучји Дол, Блаце и Табановце), док остала три имају међудржавни карактер (Сопот, Гора и Пелинце). Ови путни правци заправо представљају везу између Републике Македоније и других делова Централне, Северне и Западне Европе.
На истоку, ка Бугарској воде три путна правца. Један пролази кроз долину Криве Реке, други долином Брегалнице, а трећи прати ток реке Струмице, односно, путни правци су смештени у Кривопаланачкој, Струмичкој и Дебарској котлини. Ови путни правци повезују Македонију са Бугарском и, даље, Источном Европом и Југозападном Азијом. Македонија има са Бугарском три гранична прелаза (сви међународног карактера) — Деве Баир, Делчево и Ново Село, а четврти Берово—Симитли је у изради.
На југу, ка Грчкој воде три путна правца и две железничке пруге. Први и најважнији путни правац иде вардарском долином (електрификована железничка пруга и аутопут Е75), други пролази Пелагонијском котлином (путни права Битољ—Лерин), као и железничка пруга која је већ дуги низ година ван употребе. Трећи путни правац је Дојран—Кукуш, односно гранични прелаз Стари Дојран.
На западу Македонију и Албанију спајају четири путна правца, од којих два пролазе Охридско-струшком котлином и преко граничних прелаза Ћасафан (путни правац Струга—Драч) и Свети Наум (путни правац Охрид—Погдрадец) воде у Албанију. Трећи путни правац пролази Преспанском котлином, од Ресена до Мале Преспе, док четврти води до граничног прелаза Блато (путни правац Дебар—Пишкопеја).
Поред копненог, Македонија има развијен и ваздушни саобраћај који је повезује како са суседним државама, тако и са остатком света. Ваздушни саобраћај се одвија преко два аеродрома, од којих се један налази у Скопљу — аеродром Александар Велики — а други у Охриду — аеродром Свети Апостол Павле.
Повољан географски и саобраћајни положај који има Република Македонија омогућава развој веома важних и разноврсних саобраћајних комуникација. Сходно томе, она је укључена у међународну саобраћајну мрежу, па путевима у Македонији пролазе велике количине робе, али и велики број путника и туриста.

## Границе
Република Македонија се граничи са четири државе:
- на северу са Србијом
- на југу са Грчком
- на западу са Албанијом
- на истоку са Бугарском

Северна граница са Републиком Србијом, која се протеже у правцу запад-исток, дугачка је 263 километра. Током своје дужине, границу пресецају седам граничних прелаза, шест планина, једна клисура и три веће реке. Граница почиње од врха Шерупа (2.092 m), који представља тромеђу Албаније, Македоније и Србије. Од свог почетка граница пресеца горњи део слива реке Радике и гранични прелаз Гора—Растелница, одакле се протеже даље ка истоку до централног планинског гребена Шар планине и једног од њених врхова — Љуботена (2.499 m). Од Љуботена се граница спушта наниже и пресеца пут Тетово—Урошевац—Приштина, где је смештен и гранични прелаз Јажинце, одакле се даље спушта у Качаничку котлину и сече реку Лепенац. У тој области граница пресеца железничку пругу Скопље—Приштина, где је смештен железнички гранични прелаз Вучји Дол, као и аутопут Скопље—Приштина, где се налази гранични прелаз Блаце. Одатле се граница наставља до врха Скопске Црне Горе, са које потом силази у Кумановско-прешевску повију, где је пресецају локални гранични прелаз Сопот и путни правац Куманово—Бујановац, а потом и железничка пруга и аутопут Куманово—Врање са граничним прелазом Табановце. Даље на исток граница пролази ниским врхом Руен планине Осогово, да би је потом пресекла река Пчиња и пут Куманово—Прохор Пчињски са међународним граничним прелазом Пелинце. Источна завршница границе између Македоније и Србије пролази врховима планина Козјак, Герман и Билина, да би се завршила на врху Копрвија (1.315 m), који представља тромеђу Бугарске, Македоније и Србије.
Источна граница са Бугарском, уз мала одступања, протеже се меридијанским правцем. Граница је дуга 177 километара и својом дужином пресеца четири гранична прелаза, пет планина, једну котлину и једну већу реку — Струмицу. Од врха Коприва, граница се спушта до граничног прелаза Деве Баир (1.160 m), односно на пут Крива Паланка—Ћустендил, одакле почиње да се протеже Осоговском планином све до њеног врха Руен (2.225 m), да би се потом постепено спуштала и пресецала све њене гребене. Пре него што почне да се протеже планином Влахином, граница пресеца саобраћајницу Делчево—Благоевград са граничним прелазом Делчево. Од Влајне, граница се даље пружа Малешевском планином до њеног највишег врха — Ченгиног Кала (1.745 m), а потом и до граничног прелаза Клепало (Црна Скала, 1.290 m). Преко овог високог планинског превоја граница стиже до планине Огражден, коју сече и спушта се у Струмичку котлину, пресецајући је заједно са путним правцем Струмица—Петрич, односно граничним прелазом Ново Село и реком Струмицом. Источна граница завршава се на планини Беласици, односно на њеном врху Тумба (1.881 m), који представља тромеђу Бугарске, Грчке и Македоније.
Јужна граница са Грчком протеже се правцем исток-запад у дужини од 262 километра и сече три гранична прелаза, пет планина, четири котлине, два језера и највећу македонску реку — Вардар. Од врха Тумба, граница у правцу паралеле пролази дуж гребена планине Беласице, где се спушта и сече Дојранско језеро, саобраћајницу Стари Дојран—Кукуш и гранични прелаз Дојран. Граница се даље наставља и сече Ђевђелијско-валандовску котлину, међународни путни правац Е75 и Вардар, као и међународну железничку линију Ђевђелија—Сехово—Солун и аутомобилски гранични прелаз Богородица. Даље на запад, граница пролази планином Кожуф и високих врховима Зелени Брег (2.171 m) и Дудица (2.132 m), да би се потом спустила на нижу планину Козјак, са које потом прелази на планину Ниџе, где сече и највиши врх Кајмакчалан (2.520 m). Ова граница сече и највећу македонску равницу, Пелагонију, заједно са путним правцем Битољ—Лерин и граничним прелазом Кременица (који већ неколико година није у функцији). Од пелагонијске равнице граница се даље протеже преко Баба планине и њеног врха Ржане (2.334 m), настављајући се даље на Преспанску котлину и пресецајући Преспанско језеро све до тромеђе Албаније, Грчке и Македоније.
Западна граница са суседном Албанијом протеже се у приближно меридијанском правцу север-југ, дужине је 192 километра и пресецају је четири гранична прелаза и исто толико планина, два језера, једна котлина и једна већа река — Црни Дрим. Јужно од острва Голем Град на Преспанском језеру, од тромеђе Албаније, Грчке и Македоније, почиње западна граница. Идући ка северу, она пролази највишим врховима планине Галичице, претходно пресецајући саобраћајницу Ресен—Горица, односно гранични прелаз Стење. Западним обронцима Галице граница се спушта до Охридског језера преко путног правца Охрид—Подградец и граничног прелаза Свети Наум. Даље, северозападно, копнена граница прелази у водену, а потом даље скреће ка западу и пресеца путни правац Струга—Елбасан и гранични прелаз Ћасафан. Меридијанским правцем граница се даље пружа врховима планине Јабланице, да би се потом спустила у Дебарску котлину и пресекла Црни Дрим и гранични прелаз Блато. На крају, граница пролази гребенима планина Крчин, Дешат и Кораб, где пресеца највиши врх Македоније — Голем Кораб (2.764 m), највиши планински превој Голема Корабска Врата и завршава се врхом Шерупа, који представља тромеђу Албаније, Македоније и Србије.
Границе са Србијом, Бугарском, Албанијом и Грчком нису етничке, с обзиром да у Пиринској и Егејској Македонији, као и у областима Мала Преспа, Голо Брдо и Гора живи значајан број македонског становништва који не ужива сва грађанска права.
У оквиру ових граница Република Македонија заузима површину од 25.713 km². Контура државне територије је неправилна, али ипак у одређеној мери подсећа на елипсу. Македонија спада у групу малих држава, као и у групу континенталних држава које немају излаз на море. Ваздушном линијом у правцу север-југ, Македонија се протеже на дужини од око 155 километара, док је у правцу запад-исток дужине око 215 километара.
У својим етничким границама, Македонија заузима површину од 68.451 km², од чега Македонији припада 25.713 km² или 37,5%, 34.411 km² припада Грчкој (50,3%), 6.789 km² (9,9%) Бугарској, Албанији припада 802 km² (1,2%), док Србији припада 727 km² (1,1%).
- Македонска застава на граничном прелазу Табановце
- Гранични прелаз Блато
- Гранични прелаз Свети Наум

## Рељеф
У Македонији се издвајају 3 рељефне целине: Западна област, Средишња област (или Повардарје) и Источна област.
Западна област чини младе набране Шарско-пиндске планине грађене од палеозоичких шкриљаца и мезозојских кречњака (Баба, Шар планина, Кораб, Јакупица, Ниџе). Између планина налазе се дубоке долине Црног Дрима и више планинских котлина:
- Полог
- Дебарска котлина
- Охридска котлина
- Преспанска котлина
- Пелагонија

Полошка и Преспанска котлина су највеће.
Средишња област или Повардарје тектонски је лабилан простор испуњен језерима и рекама. Наслаге потичу из палеозоика, мезозоика и терцијара. Ту се налази низ котлина, међусобно повезаних клисурама:
- Скопска котлина
- Велешка котлина
- Тиквеш

### Планине
|    | Планина     | Надморска висина | Врх            |
| 1  | Кораб       | 2.764            | Голем кораб    |
| 2  | Шар планина | 2.747 m           | Титов врх      |
| 3  | Баба        | 2.601 m           | Пелистер       |
| 4  | Јакупица    | 2.540 m           | Солунска глава |
| 5  | Ниџе        | 2.521 m           | Кајмакчалан    |
| 6  | Дешат       | 2.373 m           | Веливар        |
| 7  | Галичица    | 2.288 m           | Магаро         |
| 8  | Стогово     | 2.273 m           | Голем рид      |
| 9  | Јабланица   | 2.257 m           | Црн камен      |
| 10 | Бистра      | 2.163 m           | Маденица       |

- Планина Кораб
- Шар планина
- Баба планина
- Јакупица
- Ниџе
- Дешат
- Галичица
- Стогово
- Јабланица
- Бистра

### Палеовулкански рељеф
Палеовулкански рељеф Северне Македоније представљен је палеовулканским купама, остацима кратера и вулканских плоча, солфатаром и мофетом и др.
Вулканску природу појединих области на данашњој територији Северне Македоније први је запазио геолог Ами Буе. Његова прва запажања везана су за три велике групе трахитских стена око Кратова, између Нагоричана и Страцина и између горњег дела Криве реке и Бистрице. Описао је и типичне базалтне плоче, остатке вулканских плоча, код села Младог Нагоричана недалеко од Куманова. Код Младог Нагоричана има и палеовулканских купа.
Једна од изразитијих палеовулканских купа јесте Лесново, у чијем је еродираном кратеру на врху подигнуто истоимено село познато по манастиру. У еродираном вулканском кратеру смештено је и насеље Кратово, по чему је и добило назив. У близини овог насеља има још кратерских остатака. Недалеко од Кратова налази се интересантна природна појава настала дуготрајном ерозијом стена вулканског порекла различите отпорности. Због специфичног облика великог броја остењака који се истичу у рељефу локалитет је добио назив „Камене лутке”. Кратерских остатака има и код Шопског Рудара и Зебрњака.
Међу стенама из области Куманова истиче се базалт са леуцитом. Особита је по томе што је готово истоветна са лавом која је последњи пут еруптирала из Везува.
Вулканских терена има и у близини Кајмакчалана. Он је спојен са њима преко Доброг поља, а поменути терени простиру се северно по Маријеву око Црне реке и североисточно по бреговима изнад Тиквеша. Палеовулкана има изнад Кавадара, а палеовулканских брежуљака код Водена. У овој области место Рожден чувено је по руди антимона и арсеника које су створене поред магматских стена.
Код села Косела налази се једина активна поствулканска појава на Балканском полуострву. То је солфатара и мофета под називом Дувало. Он је и солфатара и мофета јер из њега избијају и угљен-диоксид и сумпор-водоник. Има изглед минијатурног кратера пречника 0,5 m а дубине 30 cm. Он је последња појава која указује да је ова област некада била вулкански активна.

### Острва
У Македонији постоји неколико острва, од којих су нека језерска, а нека речна. Највеће је острво Голем Град на Преспанском језеру, након кога следе острва на вештачким језерима попут Градишта (Тиквешко језеро), Калате (Калиманско језеро), Дебарског острва (Дебарско језеро) и других. Речна острва се претежно налазе на реци Вардар и то у јужним деловима земље. Од језерских острва, Голем Град је једино острво које постоји на природном језеру.

## Насеља
У Македонији појава насеља датира још од праисторијског периода. Наиме, прва насеља на простору Македоније појавила су се у периоду раног неолита, пре око 7.000 година пре нове ере, док први градови датирају из 7. века пре нове ере.
Стварање насеља, њихов развој и формирање мреже насеља условљени су како природно-географским, тако и историјско-економским догађајима и променама. Током дуге историјске прошлости, на територији Македоније изграђена су насеља различите величине и са различитим значајем. Нека од њих нестала су у прошлости, док су друга временом наставила свој развој.
Према величини и функцији коју имају, насеља се деле на градска и сеоска. Данас, у складу са Законом о територијалној подели из 2004. године, у Републици Македонији постоји укупно 1.767 насеља. Од тога је градских насеља 34, док је осталих 1.733 насеља сеоског типа. Треба напоменути да у чак 146 сеоских насеља нема становништва, односно становништво је расељено, па тако у Републици Македонији данас постоји 1.621 село.
За време пописа 2002. године, укупна градска популација у 34 градова бројала је 1.175.909 становника, што представља 58,1% укупног становништва Македоније, док је у 1.621 селу живело укупно 846.638 људи, односно 41,9% укупне популације. Према истом попису, у Македонији постоји 282 насеља са преко 1.000 становника (укључујући и Град Скопље), у којима укупно живи 1.728.803 житеља, односно 85,5% укупног становништва.

### Градска насеља
У Републици Македонији се 34 насеља сматра градовима: Скопље, Куманово, Битољ, Прилеп, Тетово, Велес, Штип, Охрид, Струмица, Гостивар, Кавадарци, Кочани, Кичево, Струга, Радовиш, Ђевђелија, Дебар, Свети Николе, Неготино, Крива Паланка, Пробиштип, Делчево, Виница, Ресен, Берово, Кратово, Крушево, Валандово, Пехчево, Македонски Брод, Демир Хисар, Македонска Каменица, Богданци и Демир Капија.
Према величини, односно према броју становника, градови се могу поделити у три групе — на велике, средње и мале. У велике градове спадају насеља са преко 50.000 становника, којих у Македонији има пет — Скопље (467.257), Битољ (74.550), Куманово (70.842), Прилеп (66.246) и Тетово (52.915).
- Скопље, почетак 20. века
- Битољ, 19. век
- Панорама Куманова (1913)
- Улица у Прилепу, крај 19. и почетак 20. века
- Тетово, разгледница из 1939.
- Скопље (2014)
- Поглед на Битољ са Јорговог Камена
- Куманово ноћу
- Поглед на Прилеп
- Панорама Тетова

У средње градове спадају они са 10.000—50.000 становника, којих има 18 у Македонији: Велес, Штип, Охрид, Струмица, Гостивар, Кавадарци, Кочани, Кичево, Струга, Радовиш, Ђевђелија, Дебар, Свети Николе, Неготино, Крива Паланка, Делчево, Пробиштип и Виница.
- Велес (1910)
- Штип, крај 19. века
- Железничка станица у Охриду (1922)
- Панорама Велеса
- Поглед на Штип
- Охрид са Охридским језером

Мали градови су они са мање од 10.000 становника. Таквих је 11 у Републици Македонији: Ресен, Берово, Кратово, Крушево, Валандово, Пехчево, Македонски Брод, Македонска Каменица, Богданци, Демир Капија и Демир Хисар, од којих је последњи најмањи град, са свега 2.593 становника.
- Ресен, почетак 20. века
- Берово 1920-их година
- Разгледница Кратова из 1930-их
- Крушево (1903)
- Панорама Ресена
- Трг у Берову
- Панорама Кратова

Територијални или просторни распоред градова је такав да се 9 њих налази у Повардарју, 12 у западном, а 13 у источном делу Македоније. У котлинама су смештена 23 градска насеља, у брдско-котлинским областима њих 8 (Штип, Велес, Кратово, Пробиштип, Крива Паланка, Македонски Брод, Македонска Каменица и Демир Капија), само један град је планинског типа — Крушево (1.250 m), док се Охрид и Струга сврставају у пријезерске градове. У неким котлинама је смештено више од једног градског насеља, односно у 7 котлина је смештено 14 градова — Битољ и Прилеп у Пелагонији, Тетово и Гостивар у Пологу, Неготино и Кавадарци у Тиквешкој котлини, Струмица и Радовиш у Струмичко-радовишкој котлини, Ђевђелија и Валандово у Ђевђелијско-валандовској котлини, Кочани и Виница у Кочанској, док се Берово и Пехчево налазе у Малешевској котлини.
У односу на површину Републике Македоније, сваки град се у просеку простире на површини од 756 km². У западном делу Македоније налази се 12 градова, од којих сваки просечно захвата површину од 918 km², у источном делу их је 13, с тим да се сваки град у просеку простире на површини од 545 km², док их у Повардарју има 9, где у просеку сваки град захвата површину од 845 km².
Као резултат културно-историјских и друштвено-економских догађаја и промена, градови у Македонији су физички и функционално претрпели велике промене. Познато је да је још у античко доба, у етнички недељивој Македонији постојало око 70 мањих и већих градова, од којих су најпознатији били Стоби, Хераклеја, Скупи, Стибера, Лихнид, Пела, Филипи и други, а чији су археолошки остаци и данас добро очувани.
Из пресловенског периода, углавном из римског доба, датира пет градова — Скопље, Охрид, Велес, Штип и Кратово. Данашњи градови који су засељени још у средњем веку су Битољ, Прилеп, Струмица, Дебар, Радовиш, Кичево, Струга, Тетово, Гостивар и Кочани. У већини ових градова њихови саставни делови били су углавном зидови, врата, храмови, тргови и улице.
У турском периоду урбана насеља су расла, па су тако формирана 12 градова: Куманово, Крива Паланка, Делчево, Пехчево, Берово, Свети Николе, Кавадарци, Неготино, Ђевђелија, Валандово, Крушево и Ресен. Основне карактеристике ових градовима дале су исламска религија и војна власт, а посебну карактеристичну физиономију овим градовима дала је чаршија, мали стамбени комплекс, а нарочито покривени делови или безистани. Овакви безистани постојали су у Скопљу, Штипу, Битољу и другим градовима, па су, због своје физиономије, ови градови припадали оријентално-византијском архитектонском стилу. Од Другог светског рата па надаље у свим градовима су извршене велике физиономске промене — изграђени су савремени стамбени комплекси са вишеспратним зградама и свом неопходном инфраструктуром, док стари делови града полако нестају постепеном ревитализацијом новим савременим садржајима.
Паралелно са значајним физиономским променама, градови су били изложени и функционалном развоју. Познато је да до Другог светског рата у македонским градовима није постојало ниједно индустријско постројење, већ су се људи у градовима бавили искључиво занатом и трговином. Данас је индустрија у већој или мањој мери присутна у свим градовима, па се тако у њима концентришу различите функције — административна, индустријска, саобраћајна, трговинска, здравствена, културна, просветна и друге. По обиму и разноврсности ових функција Скопље надмашује све остале градове. Он је главни град државе и као такав има најразвијенију полифункционалност. Тако, на пример, од 108.738 предузећа, колико их је било 1998. године у Републици Македонији, око 45.000, односно 41% њих је било смештено у Скопљу. Други центар са значајном концентрацијом функција је Битољ са 6.890 предузећа или 6,3% укупног броја, а након њега следе Куманово, Охрид, Прилеп, Тетово, Штип, Струмица и остали.

### Сеоска насеља
У Републици Македонији постоји 1.621 сеоско насеље, у којима се већина становништва бави пољопривредом.
Према свом пореклу и развоју, села су формирана поред градова. У еволуцији македонских села се, углавном, могу уочити 4 фазе: предцрквена, црквена, феудална и катастарска. У предцрквеној фази, села заправо нису постојала, већ су то биле одељене куће или мала селишта разбацана по имањима, да би у црквеној фази било започето груписање кућа у целине — села, а цркве су углавном била места око којих су се сеоске куће груписале. У феудалној фази, села су била формирана на великим имањима феудалаца. Специфичан облик оваквих села била су чифлучка села, чија је организација живљења била повезана са пољопривредним имањем феудалаца — чифликсајбија. У последњој, катастарској, фази, села су добила своју данашњу физиономију, име, атар или територију простирања, односно катастар којим је одређен атар села, број кућа и становништва, категорија и величина обрадивог земљишта, врста пољопривредних култура и друго.
Села у Републици Македонији се међусобно разликују по броју становника, микролокацији коју заузимају, међусобној удаљености кућа, односно према типу и функцији.
Када је реч о подели према броју становника, села се могу поделити на мала, средња и велика. У групу малих села спадају она са мање од 300 становника, којих има највише — чак 960, односно 59,2% од укупног броја. Групу средњих села чине она која имају више од 300, а мање од 800 житеља, којих има знатно мање — 316, односно 19,5% од укупног броја. У последњу групу — групу коју чине села са више од 800 становника — спада 345 села, која чине 21,3% укупног броја села у Републици Македонији.
Према попису из 2002. године, у Републици Македонији има 248 сеоских насеља са преко 1.000 становника. Међу њима су свакако од посебног значаја села са преко 5.000 становника, односно сеоска насеља која имају више становника и од неких градских насеља. Таква села су Мала Речица (8.353), Чегране (6.743), Арачиново (7.315), Лабуништа (5.936), Боговиње (6.328), Сопиште (5.325), Велешта (5.834), Челопек (5.287), Добри Дол (5.223), Студеничани (5.786) и Батинци (5.364).
Што се тиче микроположаја, односно рељефне структуре коју заузимају, села се такође могу поделити у три групе: равничарска, брдска и планинска. Најбројнија су равничарска села — чак 50,8% од укупног броја села су равничарског типа, тачније 823 њих, која су превасходно концентрисана у котлинама попут Пелагоније, Полога, Преспе, Повардарја, Скопске и Струмичкорадовишке котлине. Ридских или брдских села има 540 (33,3%) и највећи број њих смештен је у Западној Македонији и Повардарју, а најмање их је у Источној Македонији. Трећу и најмању групу чине планинска села — свега 258 села (15,97%) припада овој групи и најзаступљенија су у Западној и Источној Македонији, а најмање их има у Повардарју.
Највећи број села у Македонији (46%) представља класична села са земљорадничком, односно пољопривредном функцијом, док је знатно мањи број села (20%) са пољопривредно-сточарском функцијом. У ову другу групу спада и значајно мања група села са пољопривредно-сточарско-шумарском функцијом, као и села са сточарско-шумарском функцијом. Поред ових главних група, постоји и мањи број села са риболовном и туристичком функцијом (Пештани, Трпејца, Радожда, Калишта), као и са рударском функцијом (Злетово, Добрево, Саса, Македонска Каменица). Исто тако, карактеристична група села су и приградска села, која имају специфичну пољопривредну производњу намењену пазарима и пијацама, чиме се обезбеђује снабдевање градског становништва поврћем, свежим воћем, млеком и месом.
Према типу, односно према удаљености кућа у сеоским насељима, иста се могу поделити у две главне групе: села збијеног и села разбијеног типа. У селима збијеног типа, куће су смештене једна до друге и оваква села заузимају мању површину. Села разбијеног типа, позната и као раштркана села, састоје се од великог броја махала које заузимају велику површину, што додатно отежава њихов урбани и инфраструктурни развој.
Македонска села се разликују и по типу кућа. У прошлости је велики број кућа био приземан и имао само једно одељење и у једном његовом делу се чувала стока, а у другом су живели људи. Други тип куће биле су такозване чардаклије, познате и као вардарске куће. Оне су биле састављене од приземља, где се чувала стока, а у горњем делу је био смештен дневни боравак и остале просторије у којима су боравили људи. Поред куће су били смештени и други помоћни објекти — плевње, амбари, говедарници, свињци, кокошарници и друго.
У последњих тридесетак година се физиономија македонских села значајно изменила. Већина њих се развија према урбанистичким плановима, куће су опремљене савременим кућним апаратима, граде се образовни објекти, ПТТ станице, водоводне и канализационе мреже, амбуланте, асфалтирани путеви и друго. Међутим, у Македонији и данас постоје заостала и запуштена села у којима нису испуњени ни основни услови за живот — у њима нема струје, воде и адекватних путева.

## Административно-територијална подела
Према територијалној подели из 2004. године, Република Македонија је подељена на 84 општине са 1.795 насеља и на Град Скопље као посебну јединицу локалне самоуправе. Насупрот претходне 123 општине из периода 1996—2004. године и 34 општине до 1996. године, данас постоје 84 општине.
За разлику од раније поделе, у оквиру Скопља данас постоји 17 општина, од којих 10 припада Граду Скопљу као посебна јединица локалне самоуправе. То су: Аеродром, Бутел, Гази Баба, Ђорче Петров, Карпош, Кисела Вода, Сарај, Центар, Чаир и Шуто Оризари, са укупно 506.926 становника или 25,1% укупног становништва Македоније. Остале општине су без статуса градских општина, односно представљају руралне општине, где спадају: Арачиново, Студеничани, Зелениково, Петровец, Илинден, Сопиште и Чучер-Сандево.
Општине у Републици Македонији се разликују по површини, броју насеља, полу, старости, густини насељености, националној припадности, као и према броју домаћинстава, образовној структури, активности и слично.
Са стварањем већег броја општина, створене су значајне разлике у погледу њихове величине, односно површине, па тако постоји 14 општина са површином већом од 500 km² (Гостивар, Берово, Штип, Ресен, Прилеп, Кавадарци, Куманово, Маврово и Ростуша, Македонски Брод, Новаци, Охрид, Струга, Чашка и Битољ) које заузимају површину од 9.853 km², што чини 38,3% укупне територије. У следећу категорију — општине површине између 400 и 500 km² — спада 12 општина које захватају површину од 5.275 km² или 20,5%. Општина са површином између 300 и 400 km² има 7 и оне се простиру на површини од 2.468 km² (9,6%), док општина са површином 200–300 km² има 16, са укупном површином од 3.838 km² (14,9%). Оних мањих, са површином од 100 до 200 km², има највише — чак 19, па оне захватају површину од 2.926 km² или 11,4%. Најмањих општина — са површином мањом од 100 km² — има 16 и оне се простиру на површини од 773 km², односно на 3% целокупне територије Републике Македоније. Највећа македонска општина је Општина Прилеп која се простире на површини од 1.194 km², док је најмања Општина Чаир, која заузима површину од свега 3,5 km².
Насељена места су различито распоређена по општинама и њихов број није равномерно заступљен. Према броју насеља, четири општине (Битољ, Прилеп, Струга и Македонски Брод) имају највећи број насеља (преко 44), док најмањи број насеља — само једно — има Општина Вевчани. Деветнаест општина има између 31 и 50 насеља, потом следи десет општина које имају 21—30 насеља, 32 општине са 11—20, а у групу са мање од 10 насељених места спада 18 општина.
| Грб | Општина             | HASC  | ISO 3166-2:MK | Седиште општине       | Површина (km²) | Број становника (2002) | Област        | Општински службени језици  |
| --- | ------------------- | ----- | ------------- | --------------------- | -------------- | ---------------------- | ------------- | -------------------------- |
|     | Аеродром            | MK.AD | MK-01         | Аеродром (четврт)     | 21.85          | 72.009                 | Скопска       | македонски                 |
|     | Арачиново           | MK.AR | MK-02         | Арачиново             | 38             | 11.597                 | Скопска       | македонски албански        |
|     | Берово              | MK.BR | MK-03         | Берово                | 597            | 13.941                 | Источна       | македонски                 |
|     | Битољ               | MK.TL | MK-04         | Битољ                 | 790            | 95.385                 | Пелагонијска  | македонски                 |
|     | Богданци            | MK.BG | MK-05         | Богданци              | 114            | 8.707                  | Југоисточна   | македонски                 |
|     | Боговиње            | MK.VJ | MK-06         | Боговиње              | 141            | 28.997                 | Полошка       | македонски албански        |
|     | Босилово            | MK.BS | MK-07         | Босилово              | 143            | 14.260                 | Југоисточна   | македонски                 |
|     | Брвеница            | MK.BN | MK-08         | Брвеница              | 164            | 15.855                 | Полошка       | македонски албански        |
|     | Бутел               | MK.BU | MK-09         | Бутел (четврт)        | 60.79          | 36.154                 | Скопска       | македонски албански        |
|     | Валандово           | MK.VA | MK-10         | Валандово             | 331            | 11.890                 | Југоисточна   | македонски                 |
|     | Василево            | MK.VL | MK-11         | Василево              | 231            | 12.122                 | Југоисточна   | македонски                 |
|     | Вевчани             | MK.VV | MK-12         | Вевчани               | 35             | 2.433                  | Југозападна   | македонски                 |
|     | Велес               | MK.VE | MK-13         | Велес                 | 518            | 55.108                 | Вардарска     | македонски                 |
|     | Виница              | MK.NI | MK-14         | Виница                | 432            | 19.938                 | Источна       | македонски                 |
|     | Врапчиште           | MK.VH | MK-16         | Врапчиште             | 157            | 25.399                 | Полошка       | македонски албански турски |
|     | Гази Баба           | MK.GB | MK-17         | Гази Баба (четврт)    | 92             | 72.617                 | Скопска       | македонски                 |
|     | Гевгелија           | MK.GV | MK-18         | Гевгелија             | 484            | 22.988                 | Југоисточна   | македонски                 |
|     | Гостивар            | MK.GT | MK-19         | Гостивар              | 375            | 81.042                 | Полошка       | македонски албански турски |
|     | Градско             | MK.GR | MK-20         | Градско               | 291            | 3.760                  | Вардарска     | македонски                 |
|     | Дебар               | MK.DB | MK-21         | Дебар                 | 85             | 19.542                 | Југозападна   | македонски албански        |
|     | Дебарца             | MK.DA | MK-22         | Белчишта              | 423            | 5.507                  | Југозападна   | македонски                 |
|     | Делчево             | MK.DL | MK-23         | Делчево               | 423            | 17.505                 | Источна       | македонски                 |
|     | Демир Капија        | MK.DK | MK-24         | Демир Капија          | 312            | 4.545                  | Вардарска     | македонски                 |
|     | Демир Хисар         | MK.DM | MK-25         | Демир Хисар           | 480            | 9.497                  | Пелагонијска  | македонски                 |
|     | Дојран              | MK.SD | MK-26         | Стар Дојран           | 129            | 3.426                  | Југоисточна   | македонски                 |
|     | Долнени             | MK.DE | MK-27         | Долнени               | 418            | 13.568                 | Пелагонијска  | македонски албански        |
|     | Ђорче Петров        | MK.GP | MK-29         | Ђорче петров (четврт) | 63             | 41.634                 | Скопска       | македонски                 |
|     | Желино              | MK.ZE | MK-30         | Желино                | 201            | 24.390                 | Полошка       | македонски албански        |
|     | Зелениково          | MK.ZK | MK-32         | Зелениково            | 177            | 4.077                  | Скопска       | македонски албански        |
|     | Зрновци             | MK.ZR | MK-33         | Зрновци               | 52             | 3.264                  | Источна       | македонски                 |
|     | Илинден             | MK.IL | MK-34         | Илинден (четврт)      | 97             | 15.894                 | Скопска       | македонски                 |
|     | Јегуновце           | MK.JG | MK-35         | Јегуновце             | 174            | 10.790                 | Полошка       | македонски албански        |
|     | Кавадарци           | MK.AV | MK-36         | Кавадарци             | 998            | 38.741                 | Вардарска     | македонски                 |
|     | Карбинци            | MK.KB | MK-37         | Карбинци              | 231            | 4.012                  | Источна       | македонски                 |
|     | Карпош              | MK.KX | MK-38         | Карпош (четврт)       | 21             | 59.666                 | Скопска       | македонски                 |
|     | Кисела Вода         | MK.VD | MK-39         | Кисела Вода (четврт)  | 43             | 57.236                 | Скопска       | македонски                 |
|     | Кичево              | MK.KH | MK-40         | Кичево                | 838            | 56.734                 | Југозападна   | македонски албански        |
|     | Конче               | MK.KN | MK-41         | Конче                 | 233            | 3.536                  | Југоисточна   | македонски                 |
|     | Кочани              | MK.OC | MK-42         | Кочани                | 357            | 38.092                 | Источна       | македонски                 |
|     | Кратово             | MK.KY | MK-43         | Кратово               | 375            | 10.441                 | Североисточна | македонски                 |
|     | Крива Паланка       | MK.KZ | MK-44         | Крива Паланка         | 482            | 20.820                 | Североисточна | македонски                 |
|     | Кривогаштани        | MK.KG | MK-45         | Кривогаштани          | 88             | 6.150                  | Пелагонијска  | македонски                 |
|     | Крушево             | MK.KS | MK-46         | Крушево               | 190            | 9.684                  | Пелагонијска  | македонски албански влашки |
|     | Куманово            | MK.UM | MK-47         | Куманово              | 432            | 105.484                | Североисточна | македонски албански        |
|     | Липково             | MK.LI | MK-48         | Липково               | 270            | 27.058                 | Североисточна | македонски албански        |
|     | Лозово              | MK.LO | MK-49         | Лозово                | 166            | 2.858                  | Вардарска     | македонски                 |
|     | Маврово и Ростуша   | MK.MR | MK-50         | Ростуша               | 856            | 8.618                  | Полошка       | македонски турски          |
|     | Македонска Каменица | MK.MK | MK-51         | Македонска Каменица   | 189            | 8.110                  | Источна       | македонски                 |
|     | Македонски Брод     | MK.MD | MK-52         | Македонски Брод       | 875            | 7.141                  | Југозападна   | македонски                 |
|     | Могила              | MK.MG | MK-53         | Могила                | 255            | 6.710                  | Пелагонијска  | македонски                 |
|     | Неготино            | MK.NG | MK-54         | Неготино              | 414            | 19.212                 | Вардарска     | македонски                 |
|     | Новаци              | MK.NV | MK-55         | Новаци                | 755            | 3.549                  | Пелагонијска  | македонски                 |
|     | Ново Село           | MK.NS | MK-56         | Ново Село             | 257            | 11.567                 | Југоисточна   | македонски                 |
|     | Охрид               | MK.OD | MK-58         | Охрид                 | 392            | 55.749                 | Југозападна   | македонски                 |
|     | Петровец            | MK.PE | MK-59         | Петровец              | 222            | 8.255                  | Скопска       | македонски албански        |
|     | Пехчево             | MK.PH | MK-60         | Пехчево               | 208            | 5.517                  | Источна       | македонски                 |
|     | Пласница            | MK.PN | MK-61         | Пласница              | 54             | 4.545                  | Југозападна   | македонски турски          |
|     | Прилеп              | MK.PP | MK-62         | Прилеп                | 1.198          | 76.768                 | Пелагонијска  | македонски                 |
|     | Пробиштип           | MK.PT | MK-63         | Пробиштип             | 326            | 16.193                 | Источна       | македонски                 |
|     | Радовиш             | MK.RV | MK-64         | Радовиш               | 502            | 28.244                 | Југоисточна   | македонски                 |
|     | Ранковце            | MK.RN | MK-65         | Ранковце              | 240            | 4.144                  | Североисточна | македонски                 |
|     | Ресен               | MK.RE | MK-66         | Ресен                 | 549            | 16.825                 | Пелагонијска  | македонски                 |
|     | Росоман             | MK.RM | MK-67         | Росоман               | 133            | 4.141                  | Вардарска     | македонски                 |
|     | Сарај               | MK.AJ | MK-68         | Сарај (четврт)        | 230            | 35.408                 | Скопска       | македонски албански        |
|     | Свети Николе        | MK.SL | MK-69         | Свети Николе          | 483            | 18.497                 | Вардарска     | македонски                 |
|     | Сопиште             | MK.SS | MK-70         | Сопиште               | 223            | 5.656                  | Скопска       | македонски албански        |
|     | Старо Нагоричане    | MK.NA | MK-71         | Старо Нагоричане      | 515            | 4.840                  | Североисточна | македонски српски          |
|     | Струга              | MK.UG | MK-72         | Струга                | 469            | 63.376                 | Југозападна   | македонски албански        |
|     | Струмица            | MK.RU | MK-73         | Струмица              | 311            | 54.676                 | Југоисточна   | македонски                 |
|     | Студеничани         | MK.SU | MK-74         | Студеничани           | 276            | 17.246                 | Скопска       | македонски албански        |
|     | Теарце              | MK.TR | MK-75         | Теарце                | 137            | 22.454                 | Полошка       | македонски албански        |
| ‎    | Тетово              | MK.ET | MK-76         | Тетово                | 262            | 86.580                 | Полошка       | македонски албански        |
|     | Центар              | MK.CE | MK-77         | Центар (четврт)       | 9              | 45.412                 | Скопска       | македонски                 |
|     | Центар Жупа         | MK.CZ | MK-78         | Центар Жупа           | 107            | 6.519                  | Југозападна   | македонски турски          |
|     | Чаир                | MK.CI | MK-79         | Чаир (четврт)         | 53             | 64.773                 | Скопска       | македонски албански        |
|     | Чашка               | MK.CA | MK-80         | Чашка                 | 727            | 7.673                  | Вардарска     | македонски албански        |
|     | Чешиново-Облешево   | MK.CH | MK-81         | Облешево              | 133            | 7.490                  | Источна       | македонски                 |
|     | Чучер-Сандево       | MK.CS | MK-82         | Чучер-Сандево         | 215            | 8.493                  | Скопска       | македонски албански српски |
|     | Штип                | MK.ST | MK-83         | Штип                  | 583            | 47.796                 | Источна       | македонски                 |
|     | Шуто Оризари        | MK.SO | MK-84         | Шуто Оризари (четврт) | 6              | 22.017                 | Скопска       | македонски ромски          |

Марта 2013. године Кичеву су припојене следеће општине (горенаведени подаци за Кичево представљају укупне податке за свих пет ранијих општина):
| Грб | Општина    | HASC  | ISO 3166-2:MK | Седиште општине | Површина (km²) | Број становника (2002) | Област      | Општински службени језици |
| --- | ---------- | ----- | ------------- | --------------- | -------------- | ---------------------- | ----------- | ------------------------- |
|     | Вранештица | MK.VC | MK-15         | Вранештица      | 109            | 1.322                  | Југозападна | македонски турски         |
|     | Другово    | MK.DR | MK-28         | Другово         | 383            | 3.249                  | Југозападна | македонски                |
|     | Зајас      | MK.ZA | MK-31         | Зајас           | 161            | 11.605                 | Југозападна | македонски албански       |
|     | Осломеј    | MK.OS | MK-57         | Осломеј         | 137            | 10.420                 | Југозападна | македонски албански       |

### Подела општина према броју становника
Ако се изузме Град Скопље и његове четврти, једина општина са више од 100.000 становника у Републици Македонији је Општина Куманово (118.079) у којој живи 5,2% укупне популације. Тринаест општина има између 50.000 и 100.000 становника са укупним бројем од 894.985 становника, односно 44,3% укупног становништва које живи на територији Македоније. Након тога следи 8 општина које имају 30.000—50.000 становника са укупно 373.375 становника (15,5%). Између 20.000 и 30.000 становника имају 9 општина, које укупно броје 222.567 становника (11%), а након њих следи 21 општина са по 10.000—20.000 становника, што у збиру износи 308.908 житеља или 15,3% укупног становништва. Општина које имају 5.000—10.000 становника има 16, које у збиру имају 119.727 становника (5,9%), након којих следи 13 општина са 3.000—5.000 становника које насељава 51.080 становника или 2,5% популације. На крају, свега три општине имају између 1.000 и 3.000 становника са укупним бројем од 5.613 житеља (0,3%), а то су Вевчани (2.433), Вранештица (1.322) и Лозово (2.858).

### Подела општина по густини насељености
Просечна густина насељености у Републици Македонији износи 79 становника/km². У 34, односно 40,5% општина густина насељености је већа од републичког просека, од чега чак 6 општина има густину насељености већу од 1.000 становника/km² (Аеродром, Центар, Карпош, Кисела Вода, Шуто Оризари и Чаир). Четири општине (Бутел, Гази Баба, Ђорче Петров и Кичево) имају густину насељености 500—1.000 становника/km², након којих следи исто толико општина са густином насељености између 200 и 500 становника/km². Чак 20 општина има густину насељености 51—100 становника/km², а највећи је број малих општина са густином између 50 и 100 становника/km² — чак 31. Пет општина има најмању густину насељености — мању од 10 становника/km², а то су Новаци, Другово, Чашка, Вранештица и Македонски Брод.

### Подела општина по узрасти становништва
У прву старосну групу — од 0 до 19 година — спада 29,2% становништва, другој старосној групи (20—64 године) припада 60%, док остатак становништва, односно њих 10,7%, чини старо становништво са преко 65 година старости. На основу ових података може се закључити да је становништво Републике Македоније захваћено процесом демографског старења. У Македонији постоји 16 општина у којима старо становништво учествује са преко 20% укупне популације, а са истим бројем младе популације. Овакве карактеристике имају општине Новаци (29,3%), Дебарца (27,9%), Старо Нагоричане (27,6%), Вранештица (27%) и друге. У 32 општине је велики удео младог становништва (0—19 година) које у њима чини преко 38% укупне популације. Карактеристични примери оваквих општина јесу Шуто Оризари (39,8%), Арачиново (42,8%), Студеничани (40,8%), Сарај (38,9%), Желино (40,9%), Центар Жупа (41,7%), Липково (41,7%), Пласница (40,3%) и друге.

### Подела општина по националној припадности
У Републици Македонији, поред општина које су претежно једнонационалне, постоје и општине у којима постоји вишенационална структура становништва. У 46, односно у 64,8% општина Македони учествују са преко 80%, у 10 општина претежно живе Албанци, који од укупног броја становника у тим општинама представљају преко 80%. Две општине су претежно насељене Турцима — Центар Жупа и Пласница, у којима чак 97% становништва чине Турци. Роми чине већинско становништво једино у општини Шуто Оризари, у којој су заступљени са преко 66% укупног становништва. Осталих 25 општина насељено је становницима различитих националности, са различитим процентуалним учешћем у укупном броју становника тих општина.